# Dobronhegy, Zala
Dobronhegy  este un sat în districtul Zalaegerszeg, județul Zala, Ungaria, având o populație de 143 de locuitori (2011). 

## Demografie
Componența etnică a satului Dobronhegy
     Maghiari (100%)
Componența confesională a satului Dobronhegy
     Romano-catolici (69,93%)
     Fără religie (9,09%)
     Reformați (4,9%)
     Necunoscută (16,08%)
Conform recensământului din 2011, satul Dobronhegy avea 143 de locuitori. Din punct de vedere etnic, majoritatea locuitorilor (100,0%) erau maghiari.  Din punct de vedere confesional, majoritatea locuitorilor (69,93%) erau romano-catolici, existând și minorități de persoane fără religie (9,09%) și reformați (4,9%). Pentru 16,08% din locuitori nu este cunoscută apartenența confesională.